# Христо-Кривиралчева къща
Христо-Кривиралчевата къща е къща с ранно възрожденска архитектура в град Копривщица, строена по време на формирането на основите на копривщенската архитектура (1809 – 1830).
Разположена е в дъното на малък двор, но не се вижда от улицата поради това, че е скрита зад висок дувар и порта, над която е вдигната като втори етаж стопанска сграда. Има характерната за това време асиметрична конструкция и еднакво решение за пространственото устройство и на двата ката. В южния ъгъл има разположен отвод с групирани около него традиционните битови помещения: соба, помещение в к'ъщи и изба. Все пак се намира малка разлика между двата етажа, защото на втория етаж избата е заменена с пруст.
Покривът на Христо-Кривиралчевата къща се носи от осмоъгълни колони, изработени от дърво, имащи квадратни бази и капители. Те са украсени с така наречената проста „дюлгерска резба“. Горният отвод е наполовина затворен от парапет, а долният е прикрит с декоративна решетка. Покривът на постройката е четирискатен и е покрит с турски керемиди.
Христо-Кривиралчевата къща попада в категория паметници на културата за „сведение“. Намира се на улица „Никола Герджиков“ № 7, но не е музей и не е отворена за посещение.